# زهرة صفتي
آية الله زهرة صفتي هي مجتهدة وعضو في المجلس الثقافي الاجتماعي النسائي، وممثلة في المجلس الأعلى للإصلاحات الثقافية، وهي من كبار عالمات الشيعة اليوم.

## الحياة الشخصية والتعليمية
نشأت صفتي في عائلة متدينة. وُلدت في عبادان بإيران عام 1948 م. درست موادها الثانوية في المنزل قبل الالتحاق بمدرسة اللاهوت عام 1966 م. أخذت صفاتي دروسًا تمهيدية في الفقه والأدب والعلوم الإسلامية في عبادان. وفي عام 1970 م، غادرت لحضور مدرسة اللاهوت وعلم الكلام والفلسفة في قم لمواصلة دراستها. كانت طالبة لعلماء مشهورين مثل آية الله شهيدي وآية الله حقي وآية الله علي مشكيني وآية الله محمد حسن أحمدي الفقيه (الذي كان زوجها).
حصلت صفتي على أعلى درجة في الفقه (الاجتهاد)، وهو إنجاز لم يحققه إلا عدد قليل من النساء. تمت الموافقة على درجة اجتهادها من العديد من آيات الله، بما في ذلك آية الله علي ياري غراوي تبريزي (تلميذ آية الله نائيني)، وصافي غولبايجاني، وفاضل لنكراني، ومحمد حسن أحمدي فقيه، وبذلك تقلّدت الدرجة بجدارة.

## العمل
شاركت صفتي أيضًا في تأسيس مدرسة دينية للنساء في قم، والتي عُرفت فيما بعد باسم مكتب التوحيد. وكانت صفتي واحدة من بين 3000 امرأة مثالية أشاد بها الرئيس الإيراني محمود أحمدي نجاد، وتلقت (وقبلت) لوحة شرف من الرئيس في تشرين الأول 2006 م.
لصفتي شقيقان. أحدهما هو غلام‌ حسين صفاتي دزفولي (1952–1977)، وكان عضوًا في الجماعة المناهضة للرأسمالية المعروفة باسم "المنصوران". أما شقيقها الآخر، إيرج صفتي دزفولي (من مواليد 1940)، فقد مثّل مدينة آبادان في الدورة الأولى والخامسة لمجلس الشورى الإيراني، وكان عضوًا في ديوان المحاسبات التابع للمجلس.
إن صفتي مع جمع كبير من الفقهاء الرجال الشيعة مثل يوسف الصانعي يؤيدون أن المرأة المجتهدة يمكن أن تصبح مرجعًا أو عالمة دين، أي أن الرجال والنساء على حد سواء يمكنهم تقليد المرأة المجتهدة. وهو أمر تخالفه المدرسة السنية في الإسلام. وقد أصدر بعض رجال الدين السنة مثل وليد إسماعيل انتقادات في هذا الموضوع.

## طالع أيضًا
- السيدة أمين
- آمنة بنت المجلسي
- افتخار التجار
- زينة السادات الهميوني

## روابط خارجية
- بصيرة إسلامية
- بانوراما إيران ديلي